# Hosni Mubarak
Muhammad Hosni Mubarak (tiếng Ả Rập: محمد حسنى سيد مبارك), tên đầy đủ: Muhammad Hosni Sayyid Mubarak, thường được gọi là Hosni Mubarak (ngày 4 tháng 5 năm 1928 - ngày 25 tháng 2 năm 2020), là Tổng thống Ai Cập từ ngày 6 tháng 10 năm 1981 đến ngày 11 tháng 2 năm 2011. Dưới sức ép biểu tình của quần chúng nhân dân, ngày 11 tháng 2 năm 2011, ông đã phải từ chức sau 30 năm cầm quyền (là Tổng thống nhờ đảo chính quân sự), trao lại quyền hành cho quân sự, chờ một cuộc tổng tuyển cử tự do vào tháng 9 năm 2011.
Là một tín đồ Hồi giáo Sunni, gia nhập Đảng Dân chủ Dân tộc (Ai Cập), Mubarak được bổ nhiệm là Phó Tổng thống Ai Cập sau khi làm quan chức cấp cao của Không lực Ai Cập. Ông lên kế nhiệm chức Tổng thống sau vụ ám sát Tổng thống Anwar Al-Sadad vào ngày 6 tháng 10 năm 1981.
Ngày 25 tháng 1 năm 2011, một cuộc biểu tình lớn đã nổ ra ở trung tâm thủ đô Cairo đòi Mubarak phải từ chức ngay lập tức và kéo dài tới 10/02/2011. Ngày 01/02/2011, Mubarak tuyên bố sẽ không tái tranh cử nhiệm kỳ tiếp theo vào tháng 9/2011 Ngày 05/02/2011, truyền thông nhà nước Ai Cập đưa tin rằng các thành viên cao cấp của Đảng Dân chủ Quốc gia của Mubarak đã từ chức lãnh đạo đảng, trong đó có cả ông Mubarak. Tuy nhiên, sau đó lại có thông tin ông Mubarak vẫn sẽ giữ chức tổng thống, ít nhất là cho tới cuộc bầu cử Tổng thống tới. Đến ngày 11 tháng 2, ông Mubarak chính thức từ chức và chuyển giao quyền lực cho Hội đồng tối cao các lực lượng vũ trang (Ai Cập).
Trong khi tại vị, tham nhũng trong Bộ máy chính quyền của Mubarak đã tăng đáng kể, do tăng cường quyền lực trong hệ thống thể chế cần để bảo đảm cho nhiệm kỳ Tổng thống kéo dài. Tham nhũng đã dẫn đến việc bắt giam những nhân vật chính trị và nhà hoạt động trẻ mà không cần xét xử, giam giữ bất hợp pháp không có giấy tờ, và đàn áp các trường đại học, nhà thờ Hồi giáo, các phóng viên dựa trên khuynh hướng chính trị. Quan chức chính phủ được phép vi phạm quyền riêng tư của công dân trong khu vực của mình bằng cách bắt giữ không điều kiện theo luật khẩn cấp.
Tổ chức Minh bạch Quốc tế (TI), tổ chức quốc tế chống tham nhũng, bao gồm tham nhũng chính trị, trong năm 2010, đưa ra chỉ số tham nhũng đánh giá Ai Cập với điểm số CPI là 3.1, dựa trên nhận thức về mức độ tham nhũng từ những người kinh doanh và các nhà phân tích quốc gia, với 10 là rất sạch sẽ và 0 là rất tham nhũng. Ai Cập đứng thứ 98 trong số 178 nước trong báo cáo.
Theo Tổ chức Phóng viên Không biên giới (Reporters Without Borders), Ai Cập đứng thứ 133 trên 168 về tự do báo chí.

## Tiểu sử
Muhammad Hosni Sayyid Mubarak sinh ngày 4/5/1928 ở một ngôi làng nhỏ tại châu thổ sông Nile. Mubarak tốt nghiệp Học viện quân sự Ai Cập năm 1949 trước khi gia nhập Không lực.

## Sự nghiệp quân sự
Mubarak từng là sĩ quan Lực lượng Không quân Ai Cập trong nhiều đội hình và đơn vị khác nhau; anh ấy đã trải qua hai năm trong phi đội chiến đấu cơ Spitfire. Một thời gian trong những năm 1950, ông trở lại Học viện Không quân với tư cách là giảng viên, ở đó cho đến đầu năm 1959. Từ tháng 2 năm 1959 đến tháng 6 năm 1961, Mubarak tiếp tục được đào tạo thêm tại Liên Xô, theo học một trường đào tạo phi công của Liên Xô ở Moscow và một trường khác tại Căn cứ không quân Kant gần Bishkek ở Cộng hòa xã hội chủ nghĩa Xô viết Kirghiz.

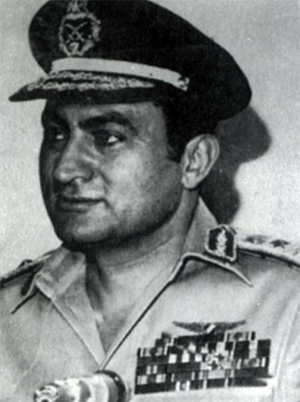
Mubarak khi làm Tư lệnh Lực lượng Không quân

Là chỉ huy lực lượng không quân Ai Cập và là thứ trưởng Quốc phòng, Mubarak giữ một vai trò trong việc hoạch định cuộc tấn công bất ngờ nhằm vào quân Israel tại bán đảo Sina ngay từ đầu cuộc chiến Yom Kippur năm 1973. 

## Quá trình 30 năm cầm quyền

### Phó tổng thống
Tháng 4 năm 1975, Tổng thống Anwar Sadat bổ nhiệm Mubarak làm Phó Tổng thống Ai Cập. Ở vị trí này, ông đã tham gia các cuộc tham vấn của chính phủ nhằm giải quyết thỏa thuận rút quân trong tương lai với Israel.
Sadat cũng cử Mubarak đến nhiều cuộc gặp gỡ với các nhà lãnh đạo nước ngoài bên ngoài thế giới Ả Rập.

### Tổng thống Ai Cập
Mubarak bị thương trong vụ ám sát Tổng thống Sadat vào tháng 10 năm 1981 bởi binh lính do Trung úy Khalid Islambouli chỉ huy. Sau cái chết của Sadat, Mubarak trở thành tổng thống thứ tư của Ai Cập.
Vào tháng 6 năm 1982, Mubarak gặp Vua Fahd của Ả Rập Xê Út, đánh dấu sự khởi đầu của việc nối lại quan hệ giữa Ai Cập và Ả Rập Xê Út. Vì Ai Cập là quốc gia Ả Rập đông dân nhất và Ả Rập Xê Út giàu nhất, nên trục Ả Rập Xê Út-Ai Cập là một thế lực hùng mạnh trong thế giới Ả Rập. Tại hội nghị thượng đỉnh của Liên đoàn Ả Rập sau đó vào năm 1982 ở Fez, Ả Rập Xê Út đưa ra một kế hoạch hòa bình cho Ai Cập, trong đó đổi lại việc Israel giải quyết xung đột Israel-Palestine bằng cách cho phép một nhà nước Palestine thành lập, toàn bộ thế giới Ả Rập sẽ làm hòa với Israel.
Cộng hòa Hồi giáo Iran, từ năm 1979 trở đi, đã đưa ra tuyên bố là lãnh đạo của thế giới Hồi giáo, và đặc biệt Ayatollah Khomeini đã kêu gọi lật đổ chính phủ Iraq, Ả Rập Saudi, Kuwait và các quốc gia Ả Rập khác dọc theo bờ biển phía nam của Vịnh Ba Tư, gọi các quốc gia này là bất hợp pháp. Tuyên bố của Ayatollah Khomeini là nhà lãnh đạo hợp pháp của thế giới Hồi giáo và những nỗ lực của ông ta để xuất khẩu cuộc cách mạng Iran bằng cách làm việc để lật đổ các chính phủ mà Khomeini coi là phi Hồi giáo đã gây ra sự báo động và sợ hãi sâu sắc ở các chính phủ bị nhắm mục tiêu như Iraq và Ả Rập Saudi . Trước thách thức của Iran, các quốc gia Ả Rập khác đã hướng tới Ai Cập như một đồng minh. Đối với Vua Fahd của Ả Rập Xê Út và các nhà lãnh đạo khác của các quốc gia vùng Vịnh Ả Rập, cuộc xung đột Israel-Palestine đã mờ dần trong bối cảnh và mối quan tâm chính là chống lại những tham vọng của Iran để trở thành nhà lãnh đạo của thế giới Hồi giáo, nghĩa là không thể bỏ qua Ai Cập.
Trong Chiến tranh Iran-Iraq từ năm 1980 đến năm 1988, Ai Cập đã hỗ trợ Iraq về mặt quân sự và kinh tế với một triệu người Ai Cập đang làm việc tại Iraq để thay thế những người đàn ông Iraq phục vụ trên tiền tuyến. Vào tháng 12 năm 1983, Mubarak chào đón Yasser Arafat của PLO đến dự một hội nghị thượng đỉnh ở Cairo, đánh dấu sự xích lại gần nhau với PLO, và từ thời điểm đó, Ai Cập trở thành đồng minh chính của PLO.
Trong những năm đầu cầm quyền, Mubarak đã mở rộng Cơ quan Điều tra An ninh Nhà nước Ai Cập (Mabahith Amn ad-Dawla) và Lực lượng An ninh Trung ương (lực lượng ngăn chặn và chống bạo loạn).

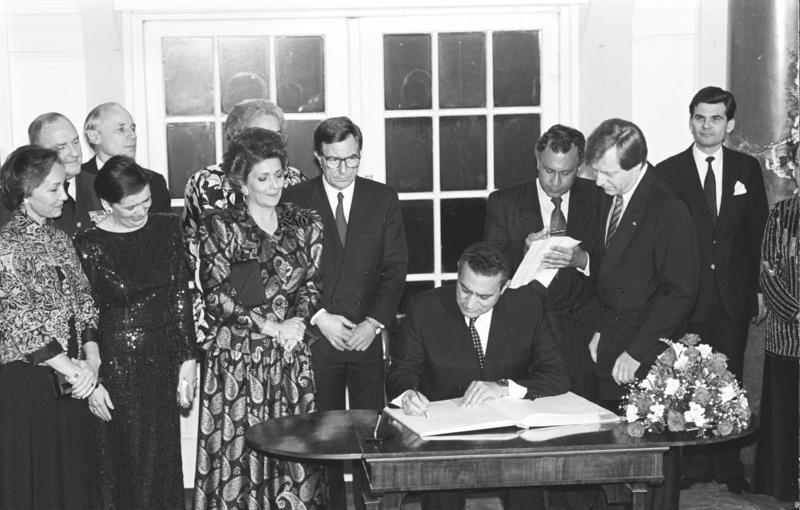
Mubarak tại Tây Berlin vào năm 1989

Vì lập trường chống lại chủ nghĩa chính thống Hồi giáo và chính sách ngoại giao của ông đối với Israel, Mubarak là mục tiêu của các vụ ám sát lặp đi lặp lại. Theo BBC, Mubarak đã sống sót sau sáu lần bị ám sát. Vào tháng 6 năm 1995, có một âm mưu ám sát bị cáo buộc liên quan đến khí độc và Thánh chiến Hồi giáo Ai Cập trong khi Mubarak đang ở Ethiopia để tham dự một hội nghị của Tổ chức Thống nhất Châu Phi. Anh ta cũng được cho là bị thương bởi một kẻ tấn công cầm dao ở Port Said vào tháng 9 năm 1999.
Ai Cập là thành viên của liên minh đồng minh trong Chiến tranh vùng Vịnh năm 1991; Bộ binh Ai Cập là một trong số những người đầu tiên đổ bộ vào Ả Rập Saudi để loại bỏ lực lượng Iraq khỏi Kuwait. Sự tham gia của Ai Cập vào cuộc chiến đã củng cố vai trò trung tâm của nước này trong Thế giới Ả Rập và mang lại lợi ích tài chính cho chính phủ Ai Cập.
Tổng thống Mubarak đã lên tiếng phản đối cuộc xâm lược Iraq năm 2003, lập luận rằng cuộc xung đột Israel-Palestine lẽ ra phải được giải quyết trước. Ông cũng cho biết cuộc chiến sẽ gây ra "100 Bin Laden". Tuy nhiên, với tư cách là Tổng thống, ông không ủng hộ việc Mỹ rút quân ngay lập tức khỏi Iraq vì ông tin rằng điều đó có thể dẫn đến hỗn loạn.

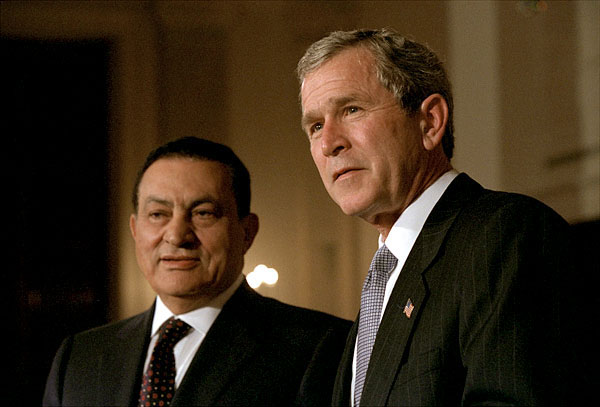
Với Tổng thống Hoa Kỳ George W. Bush

Cuộc bỏ phiếu tháng 9 năm 2005 là một cuộc bầu cử nhiều ứng cử viên chứ không phải là một cuộc trưng cầu dân ý, nhưng các tổ chức bầu cử và bộ máy an ninh vẫn nằm dưới sự kiểm soát của Tổng thống. Ngày 28 tháng 7 năm 2005, Mubarak tuyên bố ứng cử. Cuộc bầu cử được lên kế hoạch vào ngày 7 tháng 9 năm 2005; Theo các tổ chức dân sự quan sát cuộc bầu cử, nó đã bị hủy hoại bởi các hoạt động gian lận hàng loạt. Trong một động thái được nhiều người coi là đàn áp chính trị, Ayman Nour, một nhà bất đồng chính kiến và là ứng cử viên của Đảng El-Ghad ("Bữa tiệc ngày mai") đã bị kết tội giả mạo và bị kết án 5 năm lao động khổ sai vào ngày 24 tháng 12 năm 2005.
Khi còn đương chức, tham nhũng chính trị trong Bộ Nội vụ của chính quyền Mubarak đã gia tăng đáng kể. Các nhân vật chính trị và các nhà hoạt động trẻ tuổi đã bị bỏ tù mà không cần xét xử. Các cơ sở giam giữ bí mật, không có giấy tờ, bất hợp pháp đã được thành lập, và các trường đại học, nhà thờ Hồi giáo và nhân viên báo chí đã bị từ chối vì quan điểm chính trị của họ.
Trong nhiệm kỳ tổng thống của mình, Mubarak đã duy trì hiệp ước Hiệp định Trại David do Hoa Kỳ làm trung gian được ký kết giữa Ai Cập và Israel vào năm 1978. Đôi khi, Mubarak cũng tổ chức các cuộc họp liên quan đến xung đột Israel-Palestine và thực hiện một số nỗ lực đóng vai trò trung gian giữa họ. Mubarak lo ngại rằng Giáo sĩ Menachem M. Schneerson không tin tưởng ông ta về vấn đề này và cân nhắc việc gặp ông ta ở New York.
Thỏa thuận yêu cầu Hamas chấm dứt các cuộc tấn công bằng tên lửa vào Israel và thực thi lệnh ngừng bắn trên khắp Gaza. Đổi lại, Hamas hy vọng phong tỏa sẽ kết thúc, hoạt động thương mại ở Gaza sẽ tiếp tục và các chuyến hàng bằng xe tải sẽ được khôi phục về mức của năm 2005. Israel gắn việc nới lỏng phong tỏa với việc giảm bắn tên lửa và dần dần mở lại các tuyến tiếp tế và cho phép khoảng 90 chuyến hàng bằng xe tải hàng ngày vào Gaza. Hamas chỉ trích Israel vì tiếp tục phong tỏa trong khi Israel cáo buộc Hamas tiếp tục buôn lậu vũ khí qua các đường hầm đến Ai Cập và chỉ ra các cuộc tấn công bằng tên lửa tiếp tục.

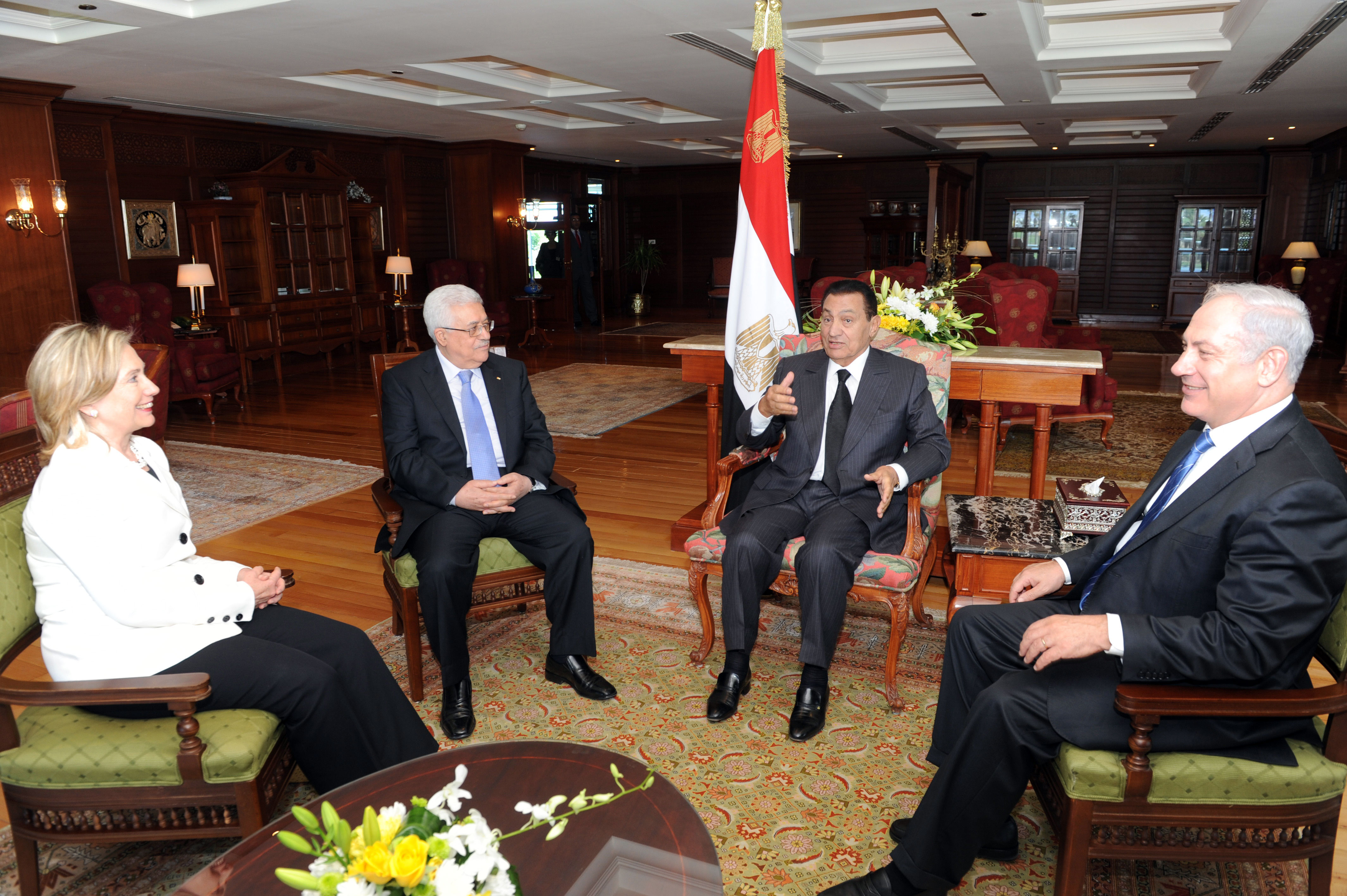
Mubarak gặp Ngoại trưởng Hoa Kỳ Hillary Clinton, Tổng thống Palestin Mahmoud Abbas, và Thủ tướng Israel Benjamin Netanyahu tại Sharm el–Sheikh vào ngày 14 tháng 9 năm 2010

Mubarak đã tham gia đàm phán hiệp ước hòa bình với Israel tại trại David. Mubarak đã thiết lập mối quan hệ vững chắc với Mỹ, vốn cung cấp cho Ai Cập hàng tỷ USD viện trợ quân sự.
Sau khi biểu tình nổ ra vào tháng 1/2011, Mubarak phải từ chức đúng một ngày sau khi phát biểu trên truyền hình rằng sẽ tại vị tới tận bầu cử tháng 9. Sau 18 ngày diễn ra các cuộc biểu tình, phó Tổng thống Omar Suleiman tuyên bố Mubarak rời ghế Tổng thống.

## Tài sản và cáo buộc tham nhũng
Sau khi bị lật đổ, Mubarak và gia đình bị cáo buộc đã tham nhũng nhiều tỷ đô la trong suốt quá trình cầm quyền. Gia đình ông hiện tại có tài sản rất lớn. Trị giá của cải của gia đình Tổng thống Ai Cập Hosni Mubarak có thể lên tới 70 tỷ USD, với phần lớn tài sản cất giấu trong các ngân hàng của Anh, Thụy Sĩ và bất động sản tại Anh và Mỹ.
Sau 30 năm làm Tổng thống và giữ các vị trí quân sự cấp cao, ông Mubarak được tiếp cận với nhiều hợp đồng đầu tư, vốn sản sinh ra hàng trăm triệu bảng Anh lợi nhuận. Hầu hết những lợi nhuận có được đều thu ở nước ngoài và gửi trong các tài khoản ngân hàng bí mật hoặc đầu tư vào thị trường nhà cao cấp hoặc khách sạn.
Theo một bản tin trên báo Ả Rập là Al Khabar, Tổng thống Mubarak có nhiều cơ ngơi ở Manhattan, biệt thự Beverly Hills trên đường Rodeo Drive.
Con trai Tổng thống Mubarak là Gamal và Alaa cũng là các tỷ phú.
Sau khi từ chức, ngày 11/2/2011, Chính phủ Thụy Sĩ phong tỏa mọi tài sản của tổng thống Ai Cập bị lật đổ Hosni Mubarak trong các ngân hàng nước này. "Chính phủ (Thụy Sĩ) làm như vậy là để tránh nguy cơ có người biển thủ tài sản của Ai Cập", tuyên bố của Bộ Ngoại giao Thụy Sĩ có đoạn. "Chúng tôi cũng kêu gọi các quan chức có trách nhiệm của Ai Cập tuân thủ những đòi hỏi chính đáng của nhân dân trong việc công khai, minh bạch, nhanh chóng và đáng tin cậy".
Người Ai Cập xuống đường biểu tình vì nhiều nguyên nhân, trong đó có việc họ nghi ngờ rằng nhà Mubarak đã lợi dụng quyền lực để làm giàu, lấy của công của đất nước Ai Cập. Tờ Wall Street Journal dẫn thông tin của Global Financial Integrity, một tổ chức chuyên theo dõi tình trạng tham nhũng ở các nước đang phát triển, ước tính rằng có tới 57 tỷ USD tài sản đã được tuồn bất hợp pháp ra khỏi Ai Cập trong giai đoạn 2000-2008.

## Qua đời
Ông qua đời ngày 25 tháng 2 năm 2020 tại Bệnh viện Galaa ở thủ đô Cairo nhiều tuần sau khi trải qua phẫu thuật, hưởng thọ 91 tuổi.

## Các đời thủ tướng
- Ahmad Fuad Mohieddin
- Kamal Hassan Ali
- Ali Mahmoud Lutfi
- Atef Muhammad Naguib Sedki
- Kamal Ganzouri
- Atef Ebeid
- Ahmed Nazif

## Gia đình
- Vợ: Suzanne Mubarak
- Con: Alaa Mubarak, Gamal Mubarak